# Пакистан и война против терроризма
Роль Пакистана в войне против терроризма — широко обсуждаемая тема среди политиков различных стран, политических аналитиков и международных делегатов по всему миру. Одновременно Пакистан получил обвинения в укрывательстве и пособничестве террористам и похвалу за его усилия по борьбе с терроризмом. С 2001 года страна также приняла миллионы афганских беженцев, бежавших от войны в Афганистане.

## Основные события
Уроженец Саудовской Аравии Зайн аль-Абидн Мухаммед Хасайн Абу Зубайда был арестован пакистанскими властями во время серии совместных рейдов военных США и Пакистана в течение недели после 23 марта 2002 года. Зубайда считается высокопоставленным должностным лицом «Аль-Каиды», отвечавшим за организацию тренировочных лагерей «Аль-Каиды».
Позже в том же году, 11 сентября 2002 года, Рамзи бин аль-Шибх был арестован в Пакистане после трехчасовой перестрелки с полицией. Известно, что Бин аль-Шибх жил в одной комнате с Мохамедом Аттой в Гамбурге (Германия), и был финансовым спонсором операций «Аль-Каиды».
Утверждалось, что Бин аль-Шибх должен был быть ещё одним угонщиком самолётов в террористических актах 11 сентября 2001 года, однако Служба гражданства и иммиграции США трижды отклоняла его заявление на визу, в связи с чем ему осталась лишь роль финансиста. След денег, переведённых Бин аль-Шибом из Германии в Соединённые Штаты, связывает как Мохаммеда Атта, так и Закариаса Муссауи.
1 марта 2003 года Халид Шейх Мохаммед был арестован во время рейдов ЦРУ в пригороде Равалпинди, в девяти милях от столицы Пакистана Исламабада. Мохаммед на момент своего захвата был третьим по значимости человеком в иерархии «Аль-Каиды» и непосредственно отвечал за планирование терактов 11 сентября. Другие события, с которыми связывали Моххамеда, включают: заказ убийства репортера Wall Street Journal Дэниела Перла, взрыв военного корабля США «Коул», попытку Ричарда Рида взорвать гражданский авиалайнер с помощью бомбы, спрятанной в обуви и взрыв в синагоге Эль-Гриба на Джербе (Тунис). Халид Шейх Мохаммед назвал себя главой военного комитета «Аль-Каиды»
На фоне всего этого в 2006 году командование НАТО обвинило Пакистан в пособничестве талибам в Афганистане, однако позже НАТО признало, что нет никаких известных доказательств того, что Межведомственная разведка Пакистана или правительство Пакистана было спонсором терроризма.
Афганское правительство также обвиняло пакистанскую межведомственную разведку в предоставлении помощи боевикам, в том числе в защите муллы Дадуллы, старшего военного командира талибов, убитого в 2007 году, что правительство Пакистана отвергало. Тем временем Индия продолжает обвинять пакистанскую межведомственную разведку в планировании нескольких терактов в Кашмире и других частях Индии, включая взрывы в поездах в Мумбаи 11 июля 2006 года, которые, как утверждает Пакистан, произошли из-за «местных» мятежей. Многие другие страны, такие как Афганистан и Великобритания, также обвиняют Пакистан в государственном терроризме и финансировании терроризма.
Подъём американской военной активности в Пакистане и соседнем Афганистане соответствовал значительному увеличению американской военной помощи правительству Пакистана. За три года до терактов 11 сентября Пакистан получил примерно 9 миллионов долларов американской военной помощи.
Спустя три года это число увеличилось до 4,2 миллиарда долларов, что сделало её страной с максимальным финансированием после 11 сентября. Такой огромный приток средств вызвал опасения, что эти средства были предоставлены без какой-либо отчётности, поскольку конечное использование не документируется, и что большая часть средств была использована для нарушения прав мирного населения и покупки оружия для решения внутренних проблем, таких как беспорядки в Белуджистане.
В декабре 2016 года The Spectator сообщил, что Пакистан выигрывает войну с терроризмом. В статье сообщается об основных шагах, предпринятых Навазом Шарифом во время его третьего срока на посту премьер-министра Пакистана, которые привели к общему снижению уровня насилия.
С другой стороны The Guardian сообщила, что в 2016 году премьер-министр Индии Нарендра Моди назвал Пакистан «источником терроризма» в рамках повторной кампании по усилению международного давления на Пакистан с целью предположительно укрывать и поддерживать группы боевиков.
В августе 2017 года The Guardian сообщила, что в рамках новой стратегии США в Афганистане администрацией Трампа должно было быть оказано большее давление на Пакистан в связи с предполагаемой поддержкой повстанческих групп, при этом президент Трамп заявил в телевизионном заявлении, что «мы не можем больше хранить молчание о пакистанских убежищах для террористических организаций, талибов и других группировок, представляющих угрозу для региона и за его пределами». Новая стратегия была поддержана афганскими правительственными чиновниками. Пресс-секретарь президента Афганистана сказал, что «это первый раз, когда правительство США выступает с очень чётким посланием Пакистану либо прекратить то, что вы делаете, либо столкнуться с негативными последствиями». Сотрудники службы безопасности Пакистана отвергли эти заявления, заявив: «Они перекладывают вину на Пакистан» и «Пакистан сам является жертвой терроризма. Мы сражаемся с боевиками, провели много наземных и воздушных операций и разрушили их убежища. Мы хотим уничтожить их физически и идеологически». В рамках регионального подхода Трамп сказал, что он будет поощрять Индию играть более важную роль (которая уже предоставляет экономическую и гуманитарную помощь Афганистану). Бывшие официальные лица и аналитики указали, что опасения по поводу более широкого присутствия Индии в Афганистане были оправданием, используемым пакистанскими военными и руководителями разведки для поддержки афганских боевиков в качестве буфера против индийского влияния.

## Вазиристан
При логистике и поддержке с воздуха со стороны Соединённых Штатов пакистанская армия захватила или убила многочисленных боевиков «Аль-Каиды», таких как Халид Шейх Мохаммед.

## Тренировочный полигон для европейских боевиков
В 2009 году политически нестабильный Пакистан превратился в новый глобальный центр деятельности боевиков с анти-западными настроениями, но из-за постоянной угрозы нападений со стороны США новобранцы, как сообщается, более вероятно проводили своё время, проходя инструктаж и обучение, чем участвуя в активных боевых действиях. В своём отчёте по этому поводу, посвящённом тревожному наплыву европейских экстремистов, корреспондент агентства безопасности Reuters Уильям Маклин написал:

Долгое время излюбленное место британских боевиков пакистанского происхождения, северо-западные племенные районы Пакистана теперь привлекают арабов и европейцев арабского происхождения, которые три года назад, вероятно, отправились бы в Ирак, чтобы сражаться с войсками США.
По словам источников в службах безопасности, когда война в Ираке явно подходит к концу, соблазн этих молодых людей состоит в том, чтобы сразиться с войсками США в соседнем Афганистане или приобрести навыки для проведения атак у себя дома на Ближнем Востоке, в Африке или на Западе.

Одно из последствий: западные армии в Афганистане все чаще сталкиваются с возможностью сражаться с собственными соотечественниками.
Он добавил, что этот вопрос, вероятно, всплывет 6 мая на встрече между президентом США Бараком Обамой, президентом Пакистана Асифом Али Зардари и президентом Афганистана Хамидом Карзаем, первым из которых будет стремиться положить конец использованию племенных зон Пакистана в качестве стартовой площадки для деятельности Аль-Каиды по всему миру.